# Jan Paweł Sossalla
Jan Paweł Sossalla (ur. 26 czerwca 1908 w Królewskiej Hucie, obecnie Chorzów, zm. 16 lutego 1979 w Bytomiu) – ksiądz rzymskokatolicki, prałat, doktor teologii, historyk Kościoła.

## Życiorys
Urodził się 26 czerwca 1908 w Królewskiej Hucie (obecnie Chorzów), w rodzinie kowala. Ukończył szkołę powszechną oraz Państwowe Gimnazjum Klasyczne w Królewskiej Hucie (obecnie Chorzów).
W 1923 roku wyjechał do Niemiec, podjął naukę w gimnazjum w Bytomiu, gdzie cztery lata później uzyskał świadectwo dojrzałości. Podjął studia na Uniwersytecie Wrocławskim, studiując na Wydziale Teologii Katolickiej, a następnie na Wydziale Filologicznym. Studiował także, podczas semestru letniego 1929 roku, teologię na Uniwersytecie w Innsbrucku.
Na początku 1932 roku przyjął święcenia kapłańskie, wkrótce ukończył kurs dla duszpasterzy osób głuchoniemych w Raciborzu, podejmując pracę duszpasterską w miejscowej szkole dla głuchoniemych. Przez krótki okres odprawiał msze św. w diecezji śląskiej, przebywał w Ratyzbonie. Od stycznia 1933 pracował jako wikary w parafii pw. NMP w Kluczborku. Od października 1934 mianowany wikariuszem katedralnym we Wrocławiu, był także kapelanem biskupa sufragana Walentego Wojciecha. Odprawiał także msze i nabożeństwa dla mniejszości polskiej we Wrocławiu, z tego powodu inwigilowany przez gestapo.
W latach 1935–1937 studiował na Wydziale Teologii Katolickiej Uniwersytetu Wrocławskiego. W lutym 1937 obronił pracę doktorską, zaś rok później powrócił do Kluczborka, przyjmując obowiązki administratora parafii.
Wkrótce po wybuchu II wojny światowej zdał egzamin na proboszcza oraz został skierowany przez arcybiskupa wrocławskiego do nauczania religii w Gustaw-Freytagschule w Kluczborku. Po ok. trzech latach mianowany proboszczem w parafii Bożego Ciała w Mechtal (Miechowice, obecnie dzielnica Bytomia}. W 1921 roku, po przeprowadzonym plebiscycie, zdecydowana większość mieszkańców Miechowic głosowała za przyłączeniem do Polski.
Po zakończeniu II wojny światowej, władze Zjednoczenia Przemysłu Węglowego w Zabrzu wnioskowały o jego odwołanie u administratora apostolskiego Śląska Opolskiego, zarzucając mu rzekomą "opieszałość w odniemczaniu Śląska" oraz nieznajomość języka polskiego. Faktycznie zaś posługiwał się biegle językiem polskim w mowie i piśmie; wkrótce też powołał Radę Parafialną, składającą się z Polaków. Wielokrotnie remontował kościół parafialny, najpierw zdewastowany wskutek działań wojennych, później z powodu kilkakrotnego wystąpienia licznych szkód górniczych. Z jego inicjatywy powstała także kaplica w Powiatowym Szpitalu Zakaźnym w Miechowicach.
W 1950 roku wikariusz generalny w Opolu zlecił mu opracowanie historii Kościoła katolickiego na Śląsku Opolskim, powierzając przy tym nadzór nad archiwami diecezjalnymi i parafialnymi. W ramach pracy nad tym dziełem współpracował z Instytutem Geografii Historycznej Kościoła Katolickiego Uniwersytetu Lubelskiego oraz przeprowadzał liczne kwerendy archiwalne i biblioteczne w Warszawie, Krakowie, Kielcach a także w klasztorze w Tyńcu.
Skutecznie opierał się licznym szykanom ze strony PRL-owskich władz, dwukrotnie odnowił gruntownie kościół parafialny oraz urządził Drogę Krzyżową. Organizator koncertów muzyki religijnej oraz pielgrzymek do Częstochowy, Piekar Śląskich, Kalwarii Zebrzydowskiej i na Górę św. Anny.
Pełnił szereg funkcji i urzędów kościelnych, był m.in. cenzorem ksiąg kościelnych diecezji opolskiej, wicedziekanem dekanatu miechowickiego, radcą duchownym, sędzią prosynodalnym. Od marca 1968 roku dziekan dekanatu Bytom-Zachód. W listopadzie 1972 mianowany prałatem.
Autor licznych prac historycznych. Publikował w wydawnictwach oraz prasie katolickiej, m.in. w "Katoliku", "Roczniku Teologicznym Śląska Opolskiego", "Ruchu Biblijnym" oraz "Tygodniku Powszechnym".
W październiku 1978 roku, ze względów zdrowotnych odwołany z funkcji proboszcza; mieszkał nadal jako ksiądz emeryt na plebanii kościoła w Miechowicach.
Zmarł 18 lutego 1979 roku, został pochowany na cmentarzu parafialnym w Bytomiu-Miechowicach.